# Лейба Павло Радович
Павло́ Ра́дович Лейба (9 серпня 1995, с. Банилів-Підгірний, Сторожинецький район, Чернівецька область — 24 липня 2014, м. Лисичанськ, Луганська область) — український військовик, солдат, навідник 24-ї механізованої бригади. Кавалер ордена «За мужність» ІІІ ступеня.

## Життєпис
Павло Лейба ріс сиротою. У 2004—2010 роках навчався в Берегометській ЗОШ I–III ступенів № 3. Закінчив Чернівецьке ПТУ № 4 за спеціальністю «плиточник, облицювальник, маляр». Залишився без батьків. Був призваний Вижницько-Путильським ОРВК до лав ЗС України.
Загинув унаслідок вогнепального кульового поранення голови 24 липня 2014 року під Лисичанськом. Разом з Павлом загинув майор медичної служби Сергій Рокіцький.
У загиблого Павла залишилась сестра Вікторія.

## Нагороди
22 січня 2015 року за особисту мужність і героїзм, виявлені у захисті державного суверенітету та територіальної цілісності України, вірність військовій присязі під час російсько-української війни, відзначений — Павло Лейба нагороджений орденом «За мужність III ступеня» (посмертно). Орден передали сестрі Павла — Вікторії Тикуцькій.

## Вшанування пам'яті
31 жовтня 2014 року, біля Берегометської загальноосвітньої школи № 3 відбулась лінійка-реквієм на честь вшанування пам'яті колишнього випускника навчального закладу Павла Лейби. Було відкрито меморіальну дошку загиблому в АТО Павлу Лейбі.
13 серпня 2015 року на кладовищі в селищі Берегомет Вижницького району відбулося освячення пам'ятника загиблому в зоні АТО військовому.